# Collada Fonda (Molló)
La Collada Fonda és un coll a 1.906 m. que separa els límits dels municipis de Molló i Setcases (Ripollès). Aquesta collada separa el vessant de les valls que formen el riu Ritort a l'est i el Ter cap a l'oest. Per aquest coll travessa la carretera de muntanya que va de Setcases a Espinavell i, just en la collada, hi ha un petit aparcament pels cotxes atès que és el punt de sortida de la ruta normal per assolir el cim de Costabona pel vessant meridional.